# Szyna danych

Przysyłanie sygnałów poprzez magistralę komunikacyjną

Szyna danych (ang. data bus) – część magistrali komunikacyjnej odpowiedzialna za transmisję właściwych danych, w odróżnieniu od danych adresowych (za co odpowiedzialna jest szyna adresowa) czy sygnałów sterujących (szyna sterująca). Podział taki ma sens jedynie dla magistral, w których taka część jest wydzielona, czyli na ogół dla magistral równoległych.
Szerokość szyny danych (liczba linii danych, a więc równolegle przesyłanych bitów) oraz częstotliwość, z jaką dane mogą być na nią podawane (najczęściej jest to częstotliwość cyklu zegarowego magistrali), określają maksymalną szybkość transmisji danych na tej magistrali.